# Амадор, Андрей
Андре́й Амадо́р Бикказако́ва (исп. Andrey Amador Bikkazakova; род. 29 августа 1986, Сан-Рамон, Коста-Рика) — коста-риканский профессиональный шоссейный велогонщик, выступающий за команду Team Ineos. Победитель этапа Джиро д’Италия.

## Биография
Андрей Амадор родился 29 августа 1986 года. Русское имя он получил от своей матери — россиянки Раисы Бикказаковой. Уже в юношеском возрасте Андрей начал заниматься велоспортом под руководством своего отца Родольфо Амадора.
В июне 2006 года Амадор присоединился к составу любительской команды Viña Magna — Cropu и сразу выиграл этап на многодневной гонке по дорогам Панамы, которую он закончил на итоговом третьем месте. Следующие два года он провел в составе команды Lizarte и за это время одержал несколько побед. Он выиграл этап на Вуэльте Наварры в 2007 году, а год спустя костариканец первенствовал на первом этапе главной молодёжной гонки — Тур де л’Авенир. Также на его счету ряд успехов в гонках более низкого уровня.
В 2009 году Андрей подписал профессиональный контракт с командой Caisse d'Epargne. В 2010 году он стал первым представителем Коста-Рики, который принял участие в Джиро д’Италия. При этом Амадор смог проехать всю дистанцию и закончить итальянскую многодневку на 45-м месте. Год спустя Амадор дебютировал на Тур де Франс, закончив его на 166-й позиции. На церемонии открытия Панамериканских игр 2011 года Амадор был знаменосцем сборной Коста-Рики.
В начале 2012 года Амадор закончил в десятке сильнейших многодневную гонку по дорогам Аргентины Тур Сан-Луис и Тур Средиземноморья, а в мае стартовал на своей второй Джиро. На 12-м этапе до Сестри-Леванте костариканец благодаря удачному отрыву финишировал третьим, а два дня спустя на этапе до Червиньи, который завершался горным финишем Амадор одержал победу, став первым костариканцем, одержавшим победу на этапе Гранд Тура. В общем зачете Джиро д’Италия 2012 года он занял 29 место. В августе Андрей участвовал в Олимпийских играх в Лондоне. В групповой гонке он показал время 5:46:37 и финишировал тридцать пятым, уступив минуту и 20 секунд победителю Александру Винокурову.
В 2013 году велогонщик отметился восьмым местом в генеральной классификации Тиррено-Адриатико и десятым результатом на однодневной классической гонке Гент-Вевельгем. В июле Амадор стартовал на Тур де Франс и оказал большую поддержку товарищу по команде Наиро Кинтане, который стал вторым в общем зачете и выиграл гороховую и белую майку.
В мае 2014 года костариканец участвовал в Джиро д’Италия и внес вклад в победу Наиро Кинтаны в общем зачете Корса Роза. А августе финишировал на шестом месте в генеральной классификации Тура Польши, а также команда Movistar, в составе которой был костариканец, выиграла командную гонку на испанской Вуэльте.

## Статистика выступлений

### Достижения
2005
5-й Вуэльта Коста-Рики
2006
2-й Чемпионат Коста-Рики среди молодёжи в индивидуальной гонке
2007
1-й Этап 5 Вуэльта Наварры
2008
1-й Vuelta al Bidasoa
5-й Тур де л’Авенир
1-й в Прологе
8-й Вуэльта Наварры
2010
10-й Вуэльта Риохи
2011
4-й Вуэльта Риохи
4-й Гран-при Льодио
2012
1-й Этап 14 Джиро д’Италия
4-й Prueba Villafranca de Ordizia
9-й Тур Сан-Луиса
10-й Тур Средиземноморья
2013
8-й Тиррено — Адриатико
10-й Гент — Вевельгем
2014
1-й Этап 1(ТТТ) Вуэльта Испании
6-й Тур Польши
10-й Тур дю От-Вар
2015
3-й  Чемпионат мира в командной гонке
4-й Джиро д’Италия
2016
8-й Джиро д’Италия
 Лидерская майка после 13 этапа
2017
5-й Trofeo Serra de Tramuntana
2018
1-й Классика Примавера
9-й Вуэльта Андалусии

### Гранд-туры
| Гонка   | 2010 | 2011 | 2012 | 2013 | 2014 | 2015 | 2016 | 2017 | 2018 | 2019 |
| ------- | ---- | ---- | ---- | ---- | ---- | ---- | ---- | ---- | ---- | ---- |
| Джиро   | 41   | —    | 29   | —    | 110  | 4    | 8    | 18   | —    |      |
| Тур     | —    | 166  | —    | 54   | —    | —    | —    | 87   | 50   | —    |
| Вуэльта | —    | —    | —    | —    | 30   | 40   | —    | —    | 93   | —    |

| — | Не участвовал |